# Hippopsicon victoriae
Hippopsicon victoriae är en skalbaggsart som beskrevs av Stefan von Breuning 1952. Hippopsicon victoriae ingår i släktet Hippopsicon och familjen långhorningar. Utöver nominatformen finns också underarten H. v. transvaaliensis.